# Lucio Ceresetto
Lucio Darío Cereseto (Rosario, Argentina, 14 de octubre de 1983) es un futbolista argentino, juega en la posición de Delantero y su actual equipo es Central Córdoba (Rosario).

## Trayectoria
Comenzó su carrera futbolística en Newells Old Boys, equipo en el que disputó todas las categorías inferiores. Su debut oficial sería el 19 de septiembre de 2004, por la sexta jornada del Torneo Apertura, donde Newell's ganaría su partido 2-1 como visitante frente a Argentinos Juniors. El conjunto rosarino, dirigido por Americo Gallego se consagraría campeón de dicho certamen.
Durante los posteriores certámenes Cereseto jugaría esporádicamente, convirtiendo su primer gol en mayo de 2005, en una victoria 2-1 frente a Almagro. En la última fecha de aquel certamen, el delantero ingresó en el ST de un encuentro que Newell's perdía 0-1 ante Independiente y puso el empate definitivo. Aquel resultado le permitió a la Lepra clasificar a la Copa Sudamericana de aquel año.
A mediados de 2006, y sin más posibilidades en el equipo rosarino, se marcha a Perú para sumarse al plantel del Club Deportivo Coronel Bolognesi, dirigido por el técnico argentino Jorge Sampaoli. En aquella temporada, el conjunto peruano fue subcampeón del torneo local y llegó a los octavos de final de la Copa Sudamericana, siendo eliminados por el Colo-Colo chileno de Claudio Borghi.
Después tuvo pasos por Argentinos en Primera,  Ben Hur, Independiente de Rivadavia y San Martín de Tucumán (estos 3 últimos en Nacional B), para llegar al Morón a principios de 2010.
Tras un breve paso por Centro Deportivo Olmedo de Ecuador, vuelve al fútbol argentino para jugar en Estudiantes de Buenos Aires. 
A mediados de 2011 se incorpora a Colegiales. 
A mediados de 2012, conocería el ascenso mexicano militando en las filas del Altamira Fútbol Club. 
Luego de tener un breve paso por Los Andes, a mediados de 2013 arribó a Colegiales, cumpliendo su segundo ciclo en dicha institución.
En el año 2014 tendría pequeñas experiencias en el Torneo Federal A y en el Torneo Federal B en Textil Mandiyú y Aprendices Casildenses, respectivamente, en cada semestre.
En 2015 vuelve a Bs. As. para jugar en Sacachispas y posteriormente en el mercado en junio se suma al club Justo José de Urquiza, donde estaría dos años.
A mediados de 2017, Ceresetto desembarcaría en el ascenso de Italia, comenzando así su única experiencia europea. Durante la temporada 2017/18, el delantero rosarino jugaría en dos equipos de la nación europea: Avetrana -durante el primer semestre- y Atlético Aradeo -durante el segundo semestre-.
Finalizada su etapa en Europa, el futbolista regresó a la Argentina para vestir la camiseta de Central Córdoba de Rosario, club en el cual juega desde la temporada 2018/19

## Estilo de juego
Es un delantero de buenas características en el área, decisivo en los últimos metros y en las terminaciones de jugada. Fuerte juego aéreo complementando sus características de 9 con una velocidad y potencia. Diestro, sin ser malo con su pierna izquierda  y dotado de una buena técnica. Sus inicios como futbolista en inferiores fueron en el Club Atlético Newells Old Boys, a cargo del coordinador general y reconocido formador Roberto Puppo.

## Clubes
| Club                      | País      | Año           |
| ------------------------- | --------- | ------------- |
| Newell's Old Boys         | Argentina | 2004-2006     |
| Coronel Bolognesi         | Perú      | 2006          |
| Argentinos Juniors        | Argentina | 2007          |
| Sportivo Ben Hur          | Argentina | 2007-2008     |
| Independiente Rivadavia   | Argentina | 2008          |
| San Martín (T)            | Argentina | 2009          |
| Deportivo Morón           | Argentina | 2010          |
| Deportivo Olmedo          | Ecuador   | 2010          |
| Estudiantes (BA)          | Argentina | 2011          |
| Colegiales                | Argentina | 2011-2012     |
| Altamira                  | México    | 2012          |
| Los Andes                 | Argentina | 2012-2013     |
| Colegiales                | Argentina | 2013-2014     |
| Textil Mandiyú            | Argentina | 2014          |
| Aprendices Casildeses     | Argentina | 2014 - 2015   |
| Sacachispas Fútbol Club   | Argentina | 2015          |
| J.J de Urquiza            | Argentina | 2015- 2016    |
| Dock Sud                  | Argentina | 2017          |
| U.s.d Avetrana            | Italia    | 2017          |
| A.s.d Atlético Aradeo     | Italia    | 2018          |
| Central Córdoba (Rosario) | Argentina | 2018-presente |